# Olympische Geschichte von Laos
| Gelbes Symbol für Goldmedaillen mit stilisierten Olympischen Ringen | Graues Symbol für Silbermedaillen mit stilisierten Olympischen Ringen | Braundes Symbol für Bronzemedaillen mit stilisierten Olympischen Ringen |
| ------------------------------------------------------------------- | --------------------------------------------------------------------- | ----------------------------------------------------------------------- |
| —                                                                   | —                                                                     | —                                                                       |

Laos, dessen NOK, das National Olympic Committee of Lao, 1975 gegründet wurde, nimmt seit 1980 an Olympischen Sommerspielen teil. Nur 1984 wurde keine Delegation entsandt. Auch auf Teilnahmen an Winterspielen wurde bislang verzichtet. Medaillen wurden nicht gewonnen. Jugendliche Athleten nahmen an beiden bislang ausgetragenen Jugend-Sommerspielen teil.

## Übersicht
1980 gingen erstmals Sportler aus Laos bei Olympischen Spielen an den Start. Die erste Olympiamannschaft des Landes bestand aus Leichtathleten, Boxern und Sportschützen. Bei folgenden Teilnahmen waren laotische Athleten in den Sportarten Schwimmen (ab 2000), Bogenschießen (ab 2004) sowie im Radsport und Judo (ab 2016) vertreten. 
Die ersten Olympioniken des Landes waren am 20. Juli 1980 die Sportschützen Souvanny Souksvath und Syseuy sowie die Boxer Souneat Ouphaphone, Takti Homrasmy und Bounphisith Songkhamphou. Am 25. Juli 1980 ging mit der Sprinterin Seuth Khampa auch die erste laotische Frau bei Olympischen Spielen an den Start. 

### Jugendspiele
Bei den ersten Jugend-Sommerspielen 2010 in Singapur traten drei Jugendliche, zwei Jungen und ein Mädchen, in den Sportarten Leichtathletik, Badminton und Schwimmen an. 
2014 in Nanjing nahmen ein Junge und ein Mädchen in der Leichtathletik teil.

## Übersicht der Teilnehmer

### Sommerspiele
| Jahr      | Athleten           | Athleten           | Athleten           | Flaggenträger               | Sportarten         | Sportarten         | Sportarten         | Sportarten         | Sportarten         | Sportarten         | Sportarten         | Medaillen          | Medaillen          | Medaillen          | Medaillen          | Medaillen          |
| Jahr      | Gesamt             | m                  | w                  | Flaggenträger               | Leichtathletik     | Boxen              | Schießen           | Schwimmen          | Bogenschießen      | Radsport           | Judo               |                    |                    |                    | Gesamt             | Rang               |
| --------- | ------------------ | ------------------ | ------------------ | --------------------------- | ------------------ | ------------------ | ------------------ | ------------------ | ------------------ | ------------------ | ------------------ | ------------------ | ------------------ | ------------------ | ------------------ | ------------------ |
| 1896–1976 | nicht teilgenommen | nicht teilgenommen | nicht teilgenommen | nicht teilgenommen          | nicht teilgenommen | nicht teilgenommen | nicht teilgenommen | nicht teilgenommen | nicht teilgenommen | nicht teilgenommen | nicht teilgenommen | nicht teilgenommen | nicht teilgenommen | nicht teilgenommen | nicht teilgenommen | nicht teilgenommen |
| 1980      | 19                 | 17                 | 2                  | Panh Khemanith              | 7                  | 6                  | 6                  |                    |                    |                    |                    |                    |                    |                    |                    |                    |
| 1984      | nicht teilgenommen | nicht teilgenommen | nicht teilgenommen | nicht teilgenommen          | nicht teilgenommen | nicht teilgenommen | nicht teilgenommen | nicht teilgenommen | nicht teilgenommen | nicht teilgenommen | nicht teilgenommen | nicht teilgenommen | nicht teilgenommen | nicht teilgenommen | nicht teilgenommen | nicht teilgenommen |
| 1988      | 3                  | 2                  | 1                  | Sitthixay Sacpraseuth       | 1                  | 2                  |                    |                    |                    |                    |                    |                    |                    |                    |                    |                    |
| 1992      | 6                  | 6                  | 0                  | Khamsavath Vilayphone       | 5                  | 1                  |                    |                    |                    |                    |                    |                    |                    |                    |                    |                    |
| 1996      | 5                  | 4                  | 1                  | Thongdy Amnouayphone        | 5                  |                    |                    |                    |                    |                    |                    |                    |                    |                    |                    |                    |
| 2000      | 3                  | 2                  | 1                  | Sisomphone Vongpharkdy      | 2                  |                    |                    | 1                  |                    |                    |                    |                    |                    |                    |                    |                    |
| 2004      | 5                  | 3                  | 2                  | Chamleunesouk Ao-Oudomphonh | 2                  |                    |                    | 2                  | 1                  |                    |                    |                    |                    |                    |                    |                    |
| 2008      | 4                  | 2                  | 2                  | Souksavanh Tonsacktheva     | 2                  |                    |                    | 2                  |                    |                    |                    |                    |                    |                    |                    |                    |
| 2012      | 3                  | 2                  | 1                  | Kilakone Siphonexay         | 2                  |                    |                    | 1                  |                    |                    |                    |                    |                    |                    |                    |                    |
| 2016      | 5                  | 3                  | 2                  | Xaysa Anousone              | 1                  |                    |                    | 3                  |                    | 1                  | 1                  |                    |                    |                    |                    |                    |
| Gesamt    | Gesamt             | Gesamt             | Gesamt             | Gesamt                      | Gesamt             | Gesamt             | Gesamt             | Gesamt             | Gesamt             | Gesamt             | Gesamt             | 0                  | 0                  | 0                  | 0                  | -                  |

### Winterspiele
| Jahr      | Athleten           | Athleten           | Athleten           | Flaggenträger      | Sportarten         | Medaillen          | Medaillen          | Medaillen          | Medaillen          | Medaillen          |
| Jahr      | Gesamt             | m                  | w                  | Flaggenträger      | Sportarten         |                    |                    |                    | Gesamt             | Rang               |
| --------- | ------------------ | ------------------ | ------------------ | ------------------ | ------------------ | ------------------ | ------------------ | ------------------ | ------------------ | ------------------ |
| 1924–2018 | nicht teilgenommen | nicht teilgenommen | nicht teilgenommen | nicht teilgenommen | nicht teilgenommen | nicht teilgenommen | nicht teilgenommen | nicht teilgenommen | nicht teilgenommen | nicht teilgenommen |
| Gesamt    | Gesamt             | Gesamt             | Gesamt             | Gesamt             | Gesamt             | 0                  | 0                  | 0                  | 0                  | -                  |

## Liste der Medaillengewinner

### Goldmedaillen
Bislang (Stand 2018) keine Goldmedaillen

### Silbermedaillen
Bislang (Stand 2018) keine Silbermedaillen

#### Bronzemedaillen
Bislang (Stand 2018) keine Bronzemedaillen